# Acalón
Acalón es un personaje de las leyendas artúricas donde es amante del hada Morgana, y es asesinado por el rey Arturo en un duelo durante la trama que involucra la espada Excalibur. Aparece en los romances en prosa artúricos desde el Ciclo Post-Vulgata, incluido como Accalon en el original francés Huth Merlin y Acalón en la adaptación española El Baladro del Sabe Merlin .
En La muerte de Arturo, de Thomas Malory, se hace referencia a Acalón como Sir Acalón de Gaula.  Es el objeto del deseo de Morgana, la media hermana del rey Arturo. (Como se describe en la historia original de Acalón en la Suite de Merlin post-Vulgata que fue la fuente de Malory: "Ella lo amaba tan locamente que deseaba matar a su esposo [el rey Urien] y a su hermano [el rey Arturo], porque pensaba que podía convertir a Acalón en rey, ya sea con la ayuda del diablo o por magia o por súplica de los nobles de Gran Bretaña". )
En una etapa temprana del libro de Malory, Acalón está cazando junto con el rey Arturo y el rey Urien cuando se pierden y se ven obligados a acampar en el bosque. Después de que llegan y abordan el barco de Morgana, Accolon se despierta en un campo donde Morgana aparece y le entrega la espada mágica Excalibur, que Arturo le había confiado anteriormente. Ella le dice que debe usar el arma en su próxima pelea con un misterioso espadachín que en realidad es Arturo, quien empuña una espada que cree que es Excalibur pero que en realidad es una falsificación que le dio Morgana. Ninguno de los dos reconoce al otro, pero Acalón obtiene la ventaja gracias a que maneja la verdadera Excalibur, así como su vaina también mágica, lo que le otorga a su usuario una invencibilidad casi total en la batalla. Durante el duelo, la espada de Arturo se rompe; rápidamente se da cuenta de que no era la verdadera Excalibur y que ha sido traicionado. En lugar de darse por vencido, Arturo continúa luchando con lo que queda de su escudo. Nimue, la Dama del Lago (Nínive en la Post-Vulgata), llega en el último minuto y usa su magia para hacer que Excalibur vuele de la mano de Acalón. Luego Artuor recupera la vaina y le inflige a Acalón una herida mortal. Al mismo tiempo, Morgana intenta asesinar personalmente a Urien, su marido, pero es detenida por su propio hijo Yvain. Cuando Arturo finalmente reconoce a Acalón y se entera de la participación de Morgana en la conjura, le asegura a su amigo que no será castigado si vive, sin embargo Accalón muere a causa de su herida cuatro días después. 
El cuerpo de Acalón es enviado por Arturo a Morgana, que en ese momento todavía está en Camelot, quien sufre mucho por él. Ella se venga de Arturo robando la vaina protectora de Excalibur (posiblemente más valiosa que la espada misma) y luego perdiéndola para siempre al arrojarla a un lago encantado. Más tarde, Morgana también se encuentra con el caballero de Arturo llamado Manassen (Manessen), quien está en peligro mortal (a punto de ser ahogado en un pozo por otro caballero que afirma que Manassen es culpable de adulterio con su esposa). Cuando Morgana se entera de que Manassen era primo de Acalón, lo salva e incluso le permite ahogar a su enemigo, lo que él hace con gusto.
Acalón también aparece en algunas ficciones artúricas modernas, como las novelas La rosa de plata (1999), de Soledad Puértolas, y Las nieblas de Avalón (1983), de Marion Zimmer Bradley. En esta última se incluye la escena de su batalla con Arturo, aunque se omite el papel de Nimue. En la interpretación de Bradley, el objetivo de Morgana y Acalón era restaurar la religión pagana celta prerromana, amenazada por el agresivo advenimiento del cristianismo; Acalón es el segundo hijo de Uriens y un caballero leal a Ávalon. Se convierte en el amante de Morgana, y ella quiere que mate al rey Arturo y así restaurar el poder de Ávalon, pero Arturo lo mata en combate directo; cuando el papel de Morgana se hace evidente, ella cae en desgracia. El Acalón de la novela fue interpretado por Ian Duncan en su adaptación televisiva. Otra versión de Acalón fue interpretada por Anthony Dutton en la serie de televisión La leyenda del Rey Arturo.